# Karen Veroy-Grepl
Karen Veroy-Grepl is hoogleraar Civiele Techniek aan de Rheinisch-Westfälische Technische Hochschule (RWTH Aachen). Daarnaast is zij hoogleraar Wiskunde en Informatica aan de Technische Universiteit Eindhoven.
Het onderzoek van Veroy-Grepl omvat onderwerpen in optimalisatie en inverse problemen met partiële differentiaalvergelijkingen. 

## Opleiding en carrière
Veroy-Grepl behaalde haar bachelorgraad aan de Ateneo de Manila University in de Filipijnen en ontving haar masters- en doctorsgraden van het Massachusetts Institute of Technology in Cambridge (Verenigde Staten). In 2010 werd zij universitair docent aan de Rheinisch-Westfälische Technische Hochschule (RWTH Aachen) in Aken, na een enige jaren in het bedrijfsleven. In 2014 werd Veroy-Grepl aangesteld als hoogleraar aan de RWTH Aachen. In 2020 benoemde de Technische Universiteit Eindhoven Veroy-Grepl als hoogleraar aan de Faculteit Wiskunde en Informatica via het Irene Curie Fellowship Program.
Veroy-Grepl is redacteur van onder andere het Journal of Computational Physics en gastredacteur bij Springer). Ook is zij lid van de adviesraad van het International Centre for Numerical Methods in Engineering (CIMNE), en maakte in 2018 deel uit van het PhD Award Committee of The European Community on Computational Methods in Applied Sciences (ECCOMAS)). 
In 2019 was zij spreker bij een zomerschool georganiseerd door Inria. In 2022 sprak zij op het Nederlands Mathematisch Congres.
Veroy-Grepl heeft minimaal vijf studenten begeleid als promotor.

## Onderscheidingen en prijzen
In 2019 ontving Veroy-Grepl een ERC Consolidator Grant.